# Strangalia czarna
Strangalia czarna (Stenurella nigra) – gatunek chrząszcza z rodziny kózkowatych.